# Макарий III Кипърски
Макарий III (на гръцки: Μακάριος Γ, известен в България и като архиепископ Макариос) е архиепископ на Православната църква на Кипър. Той е първият президент на Република Кипър и остава такъв в продължение на 17 години до смъртта си – от 1960 до 1977 година.
През 1970-те години е най-известният православен епископ в неправославния свят. През по-голямата част от живота си се бори за обединението на Кипър с Гърция. Макарий управлява страната в много тежък исторически период, когато Великобритания, Гърция и Турция се стремят към господство над острова. В международен план остава противоречива фигура, но сред кипърските гърци често е смятан за национален герой. В политиката архиепископът винаги е предпочитал преговорите пред прилагане на сила.

## Ранни години
Роден е с името Михаил Христодулу Мускос на 13 август 1913 година в село Пано Панагия, окръг Пафос, в западната част на Кипър. По това време островът е британска колония. Баща му е беден фермер, а майка му умира малко след раждането му.
На 13-годишна възраст, след завършване на основно образование в родното си село, е приет за послушник в манастира Кикос, един от най-богатите и най-известни в Кипър. Когато става на 20 години, е изпратен в Общокипърската гимназия в Никозия, където през 1936 година завършва средното си образование. Завръщайки се в Кикос, е ръкоположен за дякон в Кипърската православна църква под името Макарий, което означава „благословен“. Месец по-късно манастирът му отпуска малка издръжка, с която да продължи обучението си в Гърция.
Макарий прекарва трудните години на Втората световна война в изучаване на богословие и право в Атинския университет, който завършва през 1942 година. Още преди да е ръкоположен, поема задълженията на свещеник в кипърската православна църква, като запазва интереса си към академичното богословие. През 1946 година е ръкоположен за свещеник и получава стипендия от Световния съвет на църквите, за да продължи богословското си обучение в САЩ. Там той изучава религия и социология в Бостънския университет.

## Църковна кариера
През пролетта на 1948 година, докато все още учи в САЩ, Макарий получава известие, че е избран за епископ на Китион със седалище в Ларнака – сред 4-те епископии на Църквата на Кипър, и това го кара да се завърне у дома. На 20 октомври 1950 година, след смъртта на архиепископ Макарий II Кипърски, над 400 000 кипърски гърци го избират за архиепископ и етнарх на Кипър. Така на 37-годишна възраст архиепископ Макарий III става глава на автокефална църква в Източното православие. В тази си роля е не само официалният глава на православната църква в Кипър, но става и етнарх, де факто национален лидер на гръцката кипърска общност. Тези 2 позиции, всяка от които с огромно влияние, поставят Макарий в центъра на кипърската политика.

## Борба за еносис и ЕОКА
Архиепископ Макарий е лидер в борбата за еносис, стремежа на Кипър да се присъедини към Гърция, която се развива по време на следвоенната британска окупация. Подобно на много обществени фигури в гръцката кипърска общност през 1940-те и 1950-те години, той е активен поддръжник на еносиса още от тийнейджърските си години. Като архиепископ на Кипърската църква, както и като етнарх на гръцката християнска общност на острова, той играе важна роля в политическия живот на страната. Противопоставя се на предложението на британското правителство за статут на Кипър като член на Британската общност. Турция, от своя страна, иска разделяне на острова под предлог защита на значителното турско население в него.
През 1950-те години Макарий е много популярна фигура сред кипърските гърци. Като ревностен защитник на еносиса, той поддържа тесни връзки с гръцкото правителство. След референдума за присъединяване на Кипър към Гърция, отхвърлен от Британското правителство, архиепископ Макарий организира политическото движение Панелински комитет, на който възлага надеждите си за победа на идеята за еносис. По-късно, разочарован от безразличието на международната общност, той приема предложението на гръцкия полковник от кипърски произход Георгиос Гривас за сътрудничество. В Атина архиепископът дава пари на Гривас за да закупи първата партида оръжия и се съгласява със заминаването на гръцка бойна група в Кипър.
С парите на православната църква Гривас започва внимателна подготовка, създава бази в планината Троодос и подбира кадри. В конспиративната си работа се опира на поддръжката на Макарий, без която дейността му на острова не би била възможна. Така, през 1951 година е създадена тайната военно-политическа организация на гърците-киприоти ЕОКА. Това е типично движение за независимост през този период, разглеждано от някои като легитимно съпротивително движение, а от други – като терористична организация.
През 1954 година британската политика довежда до масови улични протести на острова и от април следващата година EOKA започва въоръжена партизанска борба. През февруари 1954 година Макарий се среща с гръцкия премиер Александрос Папагос и печели гръцката подкрепа за еносис. През юли същата година Макарий и Гривас се срещат в Атина и създават конспиративен център Революционен съвет, който да се справи с практическите въпроси на подготовка и съгласуване на кампанията за еносис в Кипър. На 20 август същата година, отчасти по инициатива на Макарий, Гърция подава петиция до ООН с искане за прилагане на принципа за самоопределение на народа на Кипър. Надеждата е, че след обществен плебисцит ще се постигне доброволното присъединяване на Кипър към Гърция.
През следващите 5 години Макарий работи неуморно и успешно за привличане вниманието на света към въпроса за самоопределението на Кипър – в Атина, Лондон, Вашингтон, както и в различни други европейски столици. Говори в Общото събрание на ООН и на конференцията на страните от третия свят в Азиатско-Африканския регион, проведена в Бандунг, Индонезия. През 1955 година в Лондон се провежда конференция, с участието на Гърция и Турция, по въпроса за самоопределянето на Кипър, която не постига успех.
След като тя се проваля, започва въоръжената борба на кипърците срещу британското управление. В този момент Макарий приема подкрепата не само на ЕОКА, но и на кипърските комунисти. Надига се вълна от протести, партизански действия, демонстрации, бунтове, саботажи и насилие, които оказват влияние както върху Турция, така и върху Гърция. Британците отговарят с изпращането на нови войски в Кипър и с масови арести.
Във връзка с усложнената обстановка в страната, стартират нови преговори за запазване на мира на острова. Те се провеждат между архиепископ Макарий III и британския губернатор маршал Джон Хардинг. Британското правителство приема самоопределянето на острова, но само под британско върховенство, поради което не се постига консенсус и преговорите са прекъснати. В същото време Турция заплашва, че ще завземе Кипър, който се намира само на 40 km от брега ѝ, ако се допусне Гърция да придобие острова.

## Политика натаксим
Лидерите на кипърските турци са категорично против еносиса и предпочитат да останат британски граждани, вместо да се обединят с Гърция. Турция следи отблизо развитието на процесите в Кипър и продължава да заплашва, че ще използва всички мерки за защита на турските жители на острова.
Експлозиите и убийствата, организирани от EOKA в турския квартал на Никозия, принуждават кипърските турци да създадат своя организация за самозащита. Като отговор на действията на ЕОКА и идеята за еносис, в края на 1950-те години, те създават алтернативна съпротивителна организация, наречена ТМТ (Türk Mukavemet Teskilati). Тя си поставя за цел да защитава правата на турската общност в Кипър и поставя искането за разделяне на острова на гръцка и турска част. Организацията е подкрепяна активно от турското правителство, което води политика на разделение, известна като „таксим“.
Застъпниците на таксим смятат, че общността на кипърските турци ще бъде преследвана в един гръцки Кипър, и че те ще са в безопасност, само ако островът остане под британски или турски суверенитет. По този начин, спорът за Кипър става все по-поляризиран между двете общности с противоположни визии за бъдещето на острова.

## Изгнание в чужбина
След провала на преговорите, британците официално обявяват Макарий за терорист и го обвиняват в съучастие с ЕОКА. Архиепископът е арестуван за противодържавна дейност и през март 1956 година е депортиран на остров Махѐ, един от Сейшелските острови в Индийския океан. Вследствие на това ЕОКА засилва дейността си, води партизанска война срещу британските окупатори и извършва поредица от терористични акции. През март 1957 година Макарий е освободен, но му е забранено да се върне в Кипър. Той напуска Махѐ с танкер, осигурен от Аристотел Онасис и гръцкото правителство. Пътува с него до Мадагаскар и оттам – за Атина. Чак през следващата година успява да замине за страната си.

## Създаване на Република Кипър
През 1957 година Гърция, под натиска на страните от НАТО, оттегля лозунга си за еносис и гарантира независимостта на Кипър, съвместно с Турция и Обединеното кралство. През 1958 година Макарий обявява, че приема независимостта на Кипър и се отказва от еносиса. Краят на въоръжената съпротива на кипърските гърци не довежда до обединение на страната с Гърция в рамките на една държава, а до освобождението на острова от колониална зависимост.
По време на управлението на Константинос Георгиу Караманлис в Гърция, идеята за еносис постепенно отмира в полза на кипърската независимост. Преговорите през 1958 година водят до споразумението от Цюрих за условията за получаване на тази независимост. На следващата година Макарий е поканен в Лондон за доуточняване и подписване на плана, който той първоначално отхвърля. Смяната на позицията му от еносис към независимост е приписвана на моралното въздействие от страна на гръцкото и британското правителства. Според едно по-спорно твърдение, архиепископът е изнудват от секретната разузнавателна служба на Великобритания МИ-6, с разкриване на материали, свързани с личния му живот.
През февруари 1959 година в Лондон, представители на Англия, Гърция, Турция, на турското и гръцкото население на острова, представени съответно от д-р Кючюк и архиепископ Макарий ІІІ, подписват пакет от документи, които представляват правното основание на законодателството на Република Кипър и се очаква да бъдат основа за просперитет и развитие на новата държава. Според Цюрихско-Лондонското споразумението на 1 октомври 1960 година, на картата на света се появява нова независима и суверенна държава – Република Кипър, която остава член на Британската общност.

## Президент на Република Кипър
На 1 март 1959 година Макарий се завръща в Кипър, където столицата го очаква с безпрецедентен прием и почти 2/3 от пълнолетните кипърски гърци го посрещат и приветстват възторжено. Президентските избори са проведени на 13 декември през същата година. Архиепископът побеждава своя съперник, адвоката Йоанис Клиридис, баща на бъдещия президент Глафкос Клиридис, с 2/3 от подадените гласове.
Така пръв президент на независим Кипър става архиепископ Макарий, а вицепрезидент – представителят на турската общност на острова Фазил Кючюк. Те встъпват в длъжност на 16 август 1960 и за първи път от много години британският флаг в Никозия е свален. Архиепископът е преизбиран на този пост още два пъти – през 1968 и 1973 година. Конституцията на новата държава е изключително толерантна по отношение на различните етноси в страната, с предвидени правила и закони, които запазват баланса между представителите на двете народности. По силата на Цюрихско-Лондонското споразумението, на кипърци е наложено присъствието на тяхна територия на две военни британски бази със статут на Британски задморски територии. Това са Акротири и Декелия, разположени на обща площ от 158,5 km2 на източното и южно крайбрежие на Републиката.
Макарий, който се е отказал от еносиса, започва да води умерена политика на необвързаност и се опитва да изгради добри отношения както с Гърция, така и с Турция. Кипър става и член на Движението на необвързаните държави. През септември 1961 година архиепископът присъства на конференция на тази организация в Белград. Там той предизвиква правителствата в Лондон и Вашингтон с хладната си политика към Запада. В САЩ демонстрира тенденция към сближаване с комунизма, за което е охулен и наречен „Кастро на Средиземноморието“. След като е реабилитиран в това отношение в британската преса, прозвището му е заменено с „Черния Мак“ (Black Mak), заради черното му свещеническо облекло.
Идеята за независим Кипър не е пуснала корени сред широката общественост в страната. В този период управлението ѝ е помрачено от борбата между гърци и турци на острова, както и от активната намеса на Гърция и Турция, която особено се усилва през 1963 година. До получаването на независимост за Кипър, Макарий работи изключително за гръцките интересите, но от този момент стремежът му става да обедини двете общности, турска и гръцка, за мирно съвместно съществуване.
Макарий е принуден да предприеме сериозни мерки за да спаси етническия мир и неминуемия колапс на страната, който би последвал, ако не се намери изход от тежката ситуация. През ноември 1963 година той предлага 13 изменения в конституцията, които ще освободят много държавни служби от етническите ограничения, договорени в Лондон и Цюрих. Според него те ще позволят на правителството да работи по-ефективно, да обедини общностите чрез размиване на твърдите междуетнически юридически граници и ще насърчи интеграцията. Въпреки това, тези изменения са възприети от много турци като заплаха за конституционните им права, и опасност от господството на мнозинството от кипърски гърци в държавното управление.
В отговор на това предложение, повечето турци, заемащи публични длъжности, както и вицепрезидентът Фазил Кючюк, подават оставки. Голям брой турци се преместват, от етнически смесените райони, в градове и села с преобладаващо турско население. Все още съществуват спорове за мотивите на това предложение. Някои смятат, че така кипърските турци са заплашени от гръцките киприоти. Според други турската общност саботира работата на правителството и подготвя почвата за военна намеса на Турция. Каквато и да е истината, в края на 1963 година изблиците на насилие между двете общности избухват отново.
През 1964 година в Кипър стартира операция на Мироопазващите сили на ООН, които помагат страната да се успокои, но не разрешават проблемите. Макарий продължава да поддържа неутралитет във външната си политика, но с това не успява нито да успокои кипърските турци, нито да убеди гръцкото население на острова, че независимостта е задоволителна алтернатива пред асимилацията в рамките на Велика Гърция.
През декември 1967 година Макарий е принуден да приеме временно турско управление, което да се занимава с турските малцинствени въпроси, извън юрисдикцията на централното правителство. Въпреки трудностите, през февруари 1968 година той отново е избран за президент на страната. На изборите получава 220 911 гласа (около 96%), а опонентът му, Такис Евдокас, който се кандидатира с платформа за обединение с Гърция – само 8577 гласа. Въпреки че има 16 215 въздържали се, съкрушителната победа на Макарий се разглежда като сериозно постижение на личното му лидерство и харизма, а заедно с това и на идеята за независим Кипър.
Макарий заявява, че кипърският проблем не може да бъде разрешен чрез сила, а трябва да се разработи и да се постигне в рамките на ООН. Той и неговите последователи искат да живеят в една мирна държава, в която всички граждани се ползват с равни права. Някои турци се противопоставят на отстъпчивите позиции на президента и правят неуспешен опит за покушение срещу него през 1970 година.

## Намеса на гръцката хунта
През пролетта на 1967 година чрез държавен преврат военната хунта, т.нар. „черни полковници“, завзема управлението в Гърция и налага военна диктатура. Отношението към Макароис в Гърция става хладно, а отношенията между двете страни – напрегнати, което дава отражение и в кипърския политически живот. Режимът подкопава авторитета на кипърския президент чрез подкрепа на паравоенни организации, ангажирани с поредния стремеж към еносис.
Между 1967 и 1974 напрежението между гръцките и турските киприоти временно утихва и вместо това нарастват противоречията между двете основни фракции в кипърската гръцка общност – едната около президента Макарий, изоставил идеята за еносис в полза на свободен Кипър, и другата – настояваща, че единствен геополитически ход е незабавното обединение с Гърция. По време на цялото си управление Макарий твърди, че еносисът е желателен, но независимостта на страната е по-необходима. Около 650 военнослужещи в 15-хилядната гръцка кипърска Национална гвардия по това време са професионални войници от гръцката хунта. Тяхното желание за еносис е отхвърлено от поддръжниците на Макарий, които искат Кипър да бъде далеч от фашистката хунта и да остане самостоятелен и демократичен.
През 1971 година генерал Гривас, който в един атински вестник е нападнат от Макарий като предател, се завръща тайно на острова и възражда ЕОКА под името ЕОКА-В. Това е нелегална организация, отдадена отново на еносиса, която си поставя за цел да свали архиепископ Макарий от власт и да присъедини Кипър към Гърция. Около половината от членовете на организацията са полицейски служители и членове на Националната гвардия. Създадени са и три нови вестника, защитаващи еносиса и финансирани от военната хунта в Гърция.
Най-вероятно хунтата би се съгласила на някаква форма на делба на острова, подобно на плана „Ачесън“ за уреждане на кипърския въпрос. Но Макарий отхвърля всички възможни договорки за поделяне на острова. Така неговото сваляне от власт става основна цел в гръцката политика спрямо Кипър. Под диктовка на хунтата Гривас насочва терористичните и пропагандните си атаки срещу правителството на Макарий, но президентът остава все така популярен и обичан лидер.
Като реакция Макарий създава гвардия, наречена „Тактически полицейски резерв“. Съществуват сериозни доказателства за подкрепа на дейността на ЕОКА-В от гръцката хунта, чиято враждебност към Макарий в началото на 1970-те става все по-силна. Смята се, че хунтата участва в организирането на 4 опита за покушение срещу президента. През март 1970 година Макарий едва избягва смъртта, след като хеликоптерът, в който пътува, е свален.
Отношенията между Никозия и Атина са толкова влошени, че полковниците от гръцката хунта, преценявайки опасността от политиката на Макарий, му изпращат ултиматум, в който настояват да реформира правителството си, като се отърве от всички министри, които са против хунтата. Масовите демонстрации обаче доказват, че Макарий може да разчита на сериозна поддръжка от страна на гръцките киприоти. Въпреки това, той пренарежда кабинета си.
Преговорите между двете общности за местна автономия продължават. През пролетта на 1972 година Макарий е изправен пред нова атака от неочаквана страна. Тримата епископи на Кипърската православна църквата го призовават да подаде оставка като президент, като посочват, че по време на неговото управление, някои църковни права са нарушени. През лятото на следващата година и тримата са разпопени. Преди да избере техни заместници, Макарий увеличава броя на епископите на 5, като по този начин намалява силата на всеки един от тях поотделно. Въпреки всички проблеми, през 1973 година той отново е преизбран за президент за трети мандат.
През 1974 година архиепископът официално забранява организацията ЕОКА-В и така тя попада под директния контрол на Димитриос Йоанидис – новият водач на военната хунта в Атина. Той прави опит за сваляне на Макарий чрез преврат с помощта на Кипърската национална гвардия, но в резултат на това настъпва обществено-политически хаос, а гръцките националисти атакуват кипърските турци.
Архиепископът вижда сериозна заплаха за правителството си от гръцките офицери в Националната гвардия, които от своя страна поддържат дейността на ЕОКА-В. В писмо до гръцкия президент от началото на юли, той обвинява хунтата в опит да свали правителството на Кипър с тяхна помощ. Макарий иска незабавното отстраняване на 650 гръцки офицера от персонала на Националната гвардия и замяната им със 100 инструктора, които да помогнат за реорганизацията на кипърските сили.
Отговорът на предизвикателството на Макарий идва на 15 юли 1974 година под формата на държавен преврат, ръководен от същите тези гръцки офицери от Националната гвардия, по заповед на военната хунта в Атина. Първите изстрели срещу президентския дворец са дадени от старите танкове Т-34 на гвардията, подарък от Русия. Жертвите при тези боеве, в които активно участва и ЕОКА-В, се оценяват на над 500 души. Официално е обявено, че президентът е намерен мъртъв в двореца и веднага е заменен от Никос Сампсон, кипърски редактор на вестник и политик.
Архиепископът обаче бяга в Пафос, откъдето британски хеликоптер го откарва до военната база Акротири. Оттам Макарий заминава за Малта, след това – в Лондон и накрая – в САЩ. От Ню Йорк той прави обръщение към кипърци, като ги уверява, че е жив и че трябва да се противопоставят на лидерите на преврата.
На 19 юли 1974 година Макарий прави официално обръщение към Съвета за сигурност на ООН. В него обвинява Гърция във военна намеса в Кипър, която представлява заплаха за всички кипърци, независимо от етническия им произход. Съгласно гаранционния договор между Великобритания, Гърция и Турция, всяка от тези страни има право да изиска санкции срещу някоя от тях, ако тя е извършила военна намеса, с цел възстановяване на мира на острова.

## Турско нашествие
Превратът от 15 юли дава на Анкара основания за провеждане на операция „Атила“, която започва пет дни след осъществения преврат. На 20 юли 1974 турският премиер-министър Бюлент Еджевит заповядва военна интервенция и в северната част на острова дебаркират турски войски. Това води до сериозни политически вълнения в Гърция и само три дни по-късно военният режим там пада. Северен Кипър остава окупиран от турската армия, въпреки конституцията и възстановеното президентство. За турците и кипърските турци тази инвазия е известна като „Операция мир“ и е предназначена за защита на общността на турците-киприоти. За Гърция и кипърските гърци, тя представлява изпълнение на дългогодишния план за възстановяване на турския контрол върху голяма част от Кипър. В международен план, като се има предвид последващите резолюции на ООН и други международни форуми, Турция незаконно напада и окупира независима държава. Въпреки всичко, като резултат от тези събития островът е разделен и в северната му част е създадена, признатата само от Турция, Севернокипърската турска република, а в южната остава да съществува Република Кипър.
Много разсекретени документи от Държавния департамент на САЩ доказват, че американците са знаели за готвения турски десант в Кипър, а шефът на ЦРУ е уверил Хенри Кисинджър, че са налице много добри възможности за нахлуване на турските войски на острова, но действия за предотвратяване на инвазията им в средиземноморската държава не са предприети. В спомените си за събитията по това време в Кипър американският политик отбелязва, че никой, дори и архиепископ Макарий, не е очаквал преврата на острова на 15 юли 1974 година. Гръцкият вестник „Та неа“ пише, че разсекретените документи показват точно обратното и че те категорично отхвърлят неверните твърдения на Кисинжър.
Управлението на Никос Сампсон продължава само няколко дни, до падането на гръцката хунта, след което той бяга от Кипър. Конституцията е възстановена и тъй като Макарий не е в страната, постът е временно предаден на председателя на Камарата на представителите Глафкос Клиридис. Архиепископът остава в Лондон в продължение на 5 месеца, като през това време осигурява международно признание за законността и легитимността на своето правителство над целия остров.

## Последни години
През декември 1974 година, след падането на хунтата, Макарий се завръща в родината си, но след като вече турската държава е завзела 40% от територията на острова. Действията му до смъртта му са фокусирани изцяло върху възстановяването на кипърската териториална цялост.
На 3 август 1977 година, в Никозия, Макарий неочаквано умира от инфаркт. След това е направена аутопсия, за да се потвърди причината за смъртта на президента, при която сърцето на Макарий е извадено. Оттогава то е запазено в бившата му спалня в Кипърската архиепископия.
На погребението му, проведено в катедралата „Свети Йоан Богослов“ в Никозия, присъстват 182 официални лица от 52 страни. При поклонението край ковчега му преминават около 250 000 опечалени кипърци, което представлява около половината от кипърското гръцко населението на острова.
В международните кръгове Макарий е смятан за един от най-известните политици на своето време. В уводната си статия, в деня след смъртта му, английският „Таймс“ го описва като „една от незабавно разпознаваемите фигури на международната политика“. В некролога му в същия вестник пише за него като за „позната и уважавана фигура в Съвета на ООН и третия свят“ и като „държавник, прекалено голям за своя малък остров“.
В Родината си Макарий остава противоречива фигура. За по-голямата част от населението той е национален герой и етнарх, като дори се обсъжда неговата канонизация в Православната кипърска църква. Защитници на непогрешимостта му и пламенни негови последователи са много хора, включително бившият президент Тасос Пападопулос и бившият външен министър Патроклос Ставру.
Други го критикуват за изоставяне на борбата за еносис в полза на независимостта. Критикуван е също, че предлага 13-те изменения на Конституцията през 1963 година, в резултат на вътрешни спорове; допълнително за отказа му от плана „Ачесън“ през 1964 година, както и изнася реч пред Съвета за сигурност на ООН на 19 юли 1974 година. Обвиняван е още, че търси намесата на гарантите Великобритания и Гърция за възстановяване на статуквото, което Турция нарушава, като използва за претекст действията на хунтата в Кипър.

## Погребение
По негово желание архиепископът е погребан в гробница, мястото на която лично е избрал. То се намира на връх Трони, в планината Троодос, на 2 километра над манастира Кикос. Върху саркофага му лежи тежка черна мраморна плоча, а над него се издига купол от заоблени речни камъни. Огромната статуя на архиепископа, издигната в двора на двореца в Никозия след смъртта му, добавяща своето величие към общото впечатление, се извисява на върха от 2008 година.
Погребението му е прекъснато от силна дъждовна буря, нещо нечувано за Кипър през август, и някои го обявяват за чудо. Кипърските гръцки вестници разглеждат извънредното събитие, позовавайки се на стара гръцка поговорка, че когато добър човек се погребва, дори небесата проливат сълзи. A кипърските турски вестници заявяват, че дъждът доказва стара турска поговорка, която гласи, че когато злият човек се погребва, небесата се отварят, за да отмият злодеяния му. Макарий създава нова идентичност за кипърците, без значение дали са с турски или гръцки произход.